# Xã McClusky, Quận Sheridan, Bắc Dakota
Xã McClusky (tiếng Anh: McClusky Township) là một xã thuộc quận Sheridan, tiểu bang Bắc Dakota, Hoa Kỳ. Năm 2010, dân số của xã này là 56 người.